# بارتليت (إلينوي)
بارتليت (بالإنجليزية: Bartlett)‏ هي قرية تقع في الولايات المتحدة في إلينوي. يقدر عدد سكانها بـ 41,208 نسمة .